# François Letexier
François Letexier (* 23. April 1989 in Bédée) ist ein französischer Fußballschiedsrichter.

## Werdegang
Seit der Saison 2015/16 pfeift Letexier Fußballspiele in der Ligue 1. Sein Debüt gab er am 23. Januar 2016 im Spiel zwischen HSC Montpellier und SM Caen.
Letexier steht seit 2017 auf der Liste der FIFA-Schiedsrichter und leitet damit internationale Partien. 2018 debütierte er in der Europa League (Sporting Lissabon gegen Qarabağ Ağdam, 20. September 2018), 2020 in der Champions League (FC Midtjylland gegen FC Liverpool, 9. Dezember 2020).
Bei der U-21-Europameisterschaft 2021 in Slowenien und Ungarn kam Letexier bei drei Partien zum Einsatz; er leitete mit seinen Assistenten Cyril Mugnier und Mehdi Rahmouni zwei Partien der Gruppenphase sowie ein Viertelfinale (Portugal – Italien). Zuvor war er bei der U-21-EM 2019 bereits als Videoassistent im Einsatz.
Am 19. Mai 2021 leitete Letexier das Finale der Coupe de France 2020/21 zwischen Paris Saint-Germain und AS Monaco (2:0) im Stade de France.
Im April 2021 wurde Letexier von der FIFA als einer von 22 Video-Assistenten für die paneuropäische Europameisterschaft 2021 berufen.
Zur zweiten Hälfte der Saison 2021/22 stieg Letexier in die Kategorie der UEFA-Elite-Schiedsrichter auf.
Zum Ende der Saison 2023/24 wurde Letexier zum zweiten Mal für das Finale der Coupe de France angesetzt. Er leitete am 25. Mai 2024 das Spiel zwischen Olympique Lyon und Paris Saint-Germain (1:2).
Die UEFA nominierte Letexier mit seinen Assistenten Cyril Mugnier und Mehdi Rahmouni für die Europameisterschaft 2024 in Deutschland. Neben zwei Einsätzen in der Gruppenphase und einem Achtelfinale wurde das Gespann auch mit der Leitung des Endspiels zwischen Spanien und England betraut. Mit 35 Jahren wurde er damit zum jüngsten EM-Final-Schiedsrichter aller Zeiten und löste in dieser Kategorie Anders Frisk ab.
Noch im gleichen Sommer war Letexier ebenfalls beim olympischen Fußballturnier 2024 in Paris im Einsatz, bei dem er zwei Gruppenspiele leitete.
Letexier wurde von der IFFHS zum Weltschiedsrichter des Jahres 2024 ausgezeichnet.

## Einsätze bei Turnieren

### Fußball-Europameisterschaft 2024
| Phase        | Datum         | Spielort | Heimmannschaft | Gastmannschaft | Ergebnis  |
| ------------ | ------------- | -------- | -------------- | -------------- | --------- |
| Gruppenphase | 19. Juni 2024 | Hamburg  | Kroatien       | Albanien       | 2:2 (0:1) |
| Gruppenphase | 25. Juni 2024 | München  | Dänemark       | Serbien        | 0:0       |
| Achtelfinale | 30. Juni 2024 | Köln     | Spanien        | Georgien       | 4:1 (1:1) |
| Finale       | 14. Juli 2024 | Berlin   | Spanien        | England        | 2:1 (0:0) |

### Olympisches Fußballturnier 2024
| Phase        |  | Datum         | Spielort  | Heimmannschaft | Gastmannschaft | Ergebnis  |
| ------------ |  | ------------- | --------- | -------------- | -------------- | --------- |
| Gruppenphase |  | 24. Juli 2024 | Bordeaux  | Japan          | Paraguay       | 5:0 (1:0) |
| Gruppenphase |  | 31. Juli 2024 | Marseille | Australien     | USA            | 1:2 (0:1) |

## Persönliches
Letexier ist verheiratet und hat einen Sohn. Neben seiner Schiedsrichterlaufbahn ist er als Gerichtsvollzieher tätig.